# NGC 4249
NGC 4249 é uma galáxia espiral (S0-a) localizada na direcção da constelação de Virgo. Possui uma declinação de +05° 35' 57" e uma ascensão recta de 12 horas, 17 minutos e 59,3 segundos.
A galáxia NGC 4249 foi descoberta em 26 de Maio de 1864 por Albert Marth.